# Geron subflavofemoratus
Geron subflavofemoratus är en tvåvingeart som beskrevs av Andreu Rubio 1959. Geron subflavofemoratus ingår i släktet Geron och familjen svävflugor.
Artens utbredningsområde är Marocko. Inga underarter finns listade i Catalogue of Life.